# Кармыш-Бешкуй
Кармы́ш-Бешку́й (укр. Кармш-Бешкуй, крымскотат. Qarmış Beş Quyu, Къармыш Беш Къую) — исчезнувшее село в Ленинском районе Республики Крым, располагавшееся в центре района и Керченского полуострова, примерно в 2 км к западу от современного села Новониколаевка.

## История
Первое документальное упоминание села встречается в Камеральном Описании Крыма… 1784 года, судя по которому, в последний период Крымского ханства Кармыш входил в Орта Керченский кадылык Кефинского каймаканства. После присоединения Крыма к России (8) 19 апреля 1783 года, (8) 19 февраля 1784 года, именным указом Екатерины II сенату, на территории бывшего Крымского Ханства была образована Таврическая область и деревня была приписана к Левкопольскому, а после ликвидации в 1787 году Левкопольского — к Феодосийскому уезду Таврической области. Перед Русско-турецкой войной 1787—1791 годов производилось выселение крымских татар из прибрежных селений во внутренние районы полуострова, в ходе которого в Кармыш-Беш-кую было переселено 10 человек. В конце войны, 14 августа 1791 года всем было разрешено вернуться на место прежнего жительства. После Павловских реформ, с 1796 по 1802 год, входила в Акмечетский уезд Новороссийской губернии. По новому административному делению, после создания 8 (20) октября 1802 года Таврической губернии, Кармыш-Бешкуй был включён в состав Кадыкелечинской волости Феодосийского уезда.
По Ведомости о числе селений, названиях оных, в них дворов… состоящих в Феодосийском уезде от 14 октября 1805 года , в деревне Кармыш-Бурун числилось 8 дворов и 86 жителей. На военно-топографической карте генерал-майора Мухина 1817 года деревня Кармушбешкуй обозначена с 9 дворами. После реформы волостного деления 1829 года Карми Избешкуй, согласно «Ведомости о казённых волостях Таврической губернии 1829 года», отнесли к Чалтемирской волости (переименованной из Кадыкелечинской). Затем, видимо, вследствие эмиграции крымских татар в Турцию, деревня опустела и на карте 1836 года обозначены развалины деревни, а на карте 1842 года Кармыш Бешкуй обозначен условным знаком «малая деревня», то есть, менее 5 дворов, а на трёхверстовой карте 1865—1876 года обозначены развалины деревни Кармыш-Бешкуй.